# Bal costumé (film, 1912)
 (août 2025).
Pour les articles homonymes, voir Le Bal masqué.
Pour plus de détails, voir Fiche technique et Distribution.
Bal costumé ou Le Bal masqué est un film muet français réalisé par Georges Monca, sorti en 1912.

## Fiche technique
- Titre : Bal costumé
- Titre alternatif : Le Bal masqué
- Réalisation : Georges Monca
- Scénario : Maurice Kéroul
- Photographie :
- Montage :
- Société de production : Société cinématographique des auteurs et gens de lettres (S.C.A.G.L)
- Société de distribution : Pathé Frères
- Pays d'origine :  France
- Langue : film muet avec les intertitres en français
- Métrage : 215 mètres
- Format : Noir et blanc — 35 mm — 1,33:1 — Muet
- Genre :  Comédie, Film burlesque
- Durée : 7 minutes
- Dates de sortie : 
  - France : 13 septembre 1912

## Distribution
- Mistinguett
- Paulette Lorsy
- Émile Mylo
- Charles Lorrain
- Frédéric Muffat